# Vero Centre
Il Vero Centre è un grattacielo di Auckland, principale città della Nuova Zelanda. Alto 175 metri per 38 piani, l'edificio venne inaugurato nel 2000.
Il progetto ha ricevuto diversi premi in quanto a efficienza energetica (come il RICS International Award for Building Efficiency and Regeneration del 2001 e il EnergyWise Award 2004); si è calcolato, infatti, che l'edificio consumi in media il 10% di energia in meno rispetto a un comune edificio del New Zealand Property Council.